# Juliusz Jerzy Herlinger

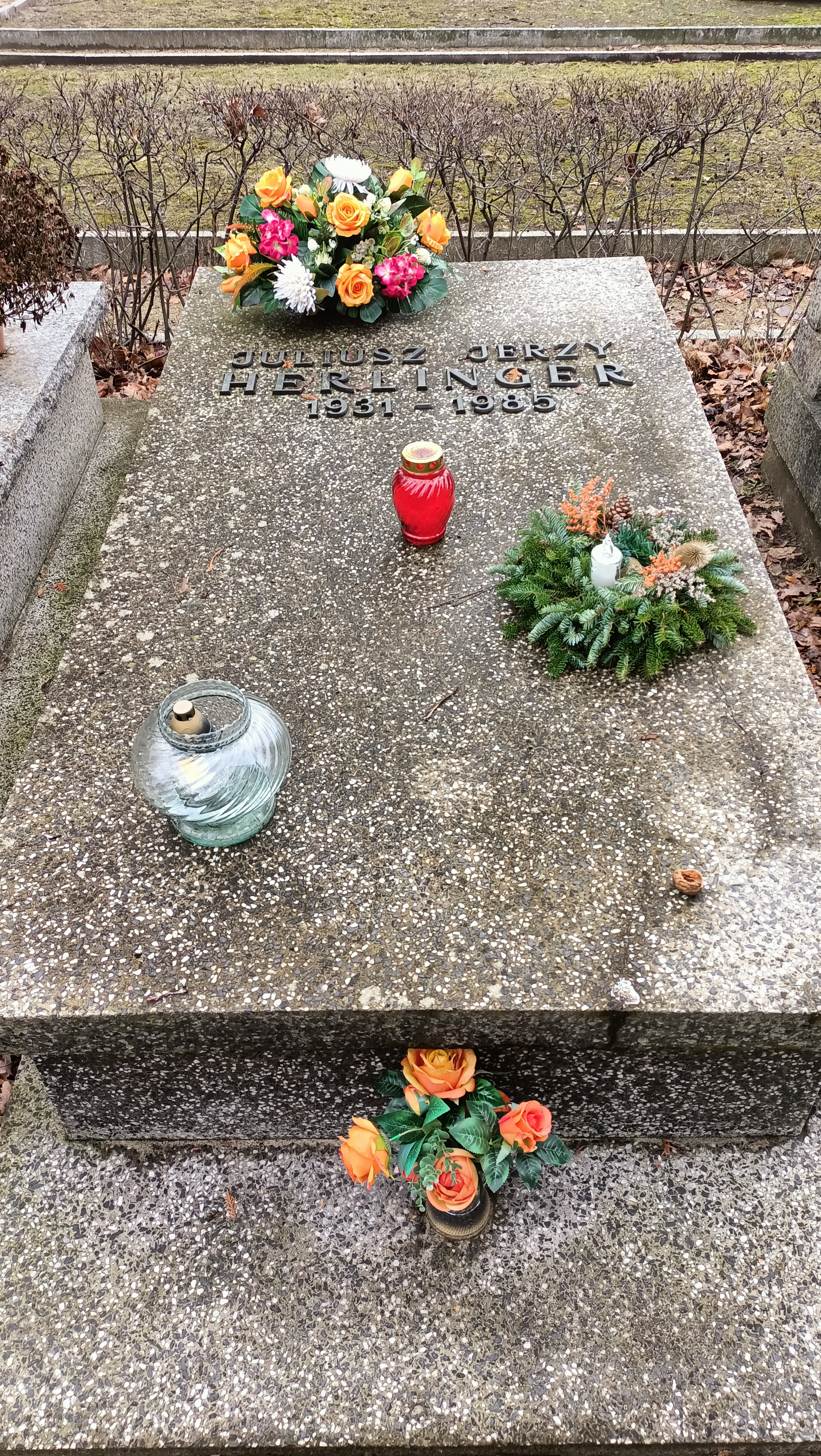
Grób Juliusza Jerzego Herlingera na cmentarzu wojskowym na Powązkach

Juliusz Jerzy Herlinger (ur. 27 listopada 1931 w Krakowie, zm. 8 września lub 9 września 1985 w Warszawie) – polski dziennikarz i pisarz, tłumacz książek z języka rosyjskiego, autor książek popularnonaukowych kierowanych do młodych czytelników. Twórca cyklu powieści fantastycznonaukowych o Mister Hopkinsie, wnuku Sherlocka Holmesa.

## Życie i twórczość
Przełożył na język polski m.in. opowiadania fantastycznonaukowe Formuła nieśmiertelności Anatolija Dnieprowa i Radość czynu Gleba Anfiłowa (w antologii Ostatni z Atlantydy Wydawnictwa Iskry, 1964). W swojej twórczości zajmował się przede wszystkim dziejami odkryć i wynalazków. Książka Wielki wyścig (1971) była poświęcona rozwojowi motoryzacji, a Jak samolot nauczył się latać (1974) historii lotnictwa. Obie pozycje ukazały się w serii „Niezwykłe Dzieje Zwykłych Rzeczy” wydawanej w latach 1971–1975 przez Krajową Agencję Wydawniczą (KAW). Następnie publikował w nowej serii KAW, „Niezwykłe Sprawy Zwykłego Świata” (książka Zaklęty dźwięk, 1976, i wznowienia). Obie serie adresowano do młodzieży w wieku 12–14 lat.
Bohaterem trylogii o Mister Hopkinsie jest wnuk Sherlocka Holmesa, który buduje wehikuł czasu i z jego pomocą bada historię nauki, spotykając się z wybitnymi postaciami z przeszłości.  Pierwsze polskie wydania ukazały się w latach 1968–1983 nakładem Wydawnictwa „Nasza Księgarnia” i zostały wznowione w latach 1997–1998 przez Wydawnictwo Prószyński i S-ka w serii „Klasyka Dziecięca”.
W latach 70. XX wieku pierwsze dwa tomy cyklu opublikowano się w przekładzie na język słowacki (Mister Hopkins – Sherlockov vnuk, tłum. Oľga Silnická, Bratysława 1972; Mister Hopkins po stopách senzácií, tłum. Oľga Silnická, Bratysława 1974).
Juliusz Jerzy Herlinger został pochowany na cmentarzu Powązki Wojskowe w Warszawie (kwatera C-B-49).

## Utwory

### Trylogia o Mister Hopkinsie
- Mister Hopkins wnuk Sherlocka (1968, wznowienie 1997)
- Mister Hopkins na tropach sensacji (1970, wznowienie 1997)
- Nowe przygody Mister Hopkinsa (1983, wznowienie 1998)

### Inne książki
- Wielki wyścig (1971)
- Niezwykłe perypetie odkryć i wynalazków (1972)
- Księga osobliwości (1972)
- Jak samolot nauczył się latać (1974)
- Zaklęty dźwięk (1976)
- Historie niewiarygodne (1977)
- Człowiek w walce z żywiołem (1978; w serii „Szczęśliwa Siódemka” wydawnictwa KAW), II wydanie jako Siedmiu jeźdźców Apokalipsy (1988)[2]